# Zoran Zeljkovič
Zoran Zeljković (Lubiana, 9 maggio 1980) è un allenatore di calcio ed ex calciatore sloveno, di ruolo centrocampista, tecnico del Rodina Mosca.

## Carriera

### Club
Ha giocato con vari club sloveni, tra cui l'Olimpia Lubiana, dove si è trasferito nel 2010.

### Nazionale
Con la nazionale maggiore disputò una sola gara amichevole, scese in campo il 26 maggio 2008 subentrando al posto di Mišo Brečko nei minuti finali della trasferta contro la Svezia.

## Statistiche

### Cronologia presenze e reti in nazionale
| Cronologia completa delle presenze e delle reti in nazionale ― Slovenia | Cronologia completa delle presenze e delle reti in nazionale ― Slovenia | Cronologia completa delle presenze e delle reti in nazionale ― Slovenia | Cronologia completa delle presenze e delle reti in nazionale ― Slovenia | Cronologia completa delle presenze e delle reti in nazionale ― Slovenia | Cronologia completa delle presenze e delle reti in nazionale ― Slovenia | Cronologia completa delle presenze e delle reti in nazionale ― Slovenia | Cronologia completa delle presenze e delle reti in nazionale ― Slovenia |
| Data                                                                    | Città                                                                   | In casa                                                                 | Risultato                                                               | Ospiti                                                                  | Competizione                                                            | Reti                                                                    | Note                                                                    |
| ----------------------------------------------------------------------- | ----------------------------------------------------------------------- | ----------------------------------------------------------------------- | ----------------------------------------------------------------------- | ----------------------------------------------------------------------- | ----------------------------------------------------------------------- | ----------------------------------------------------------------------- | ----------------------------------------------------------------------- |
| 26-5-2008                                                               | Göteborg                                                                | Svezia                                                                  | 1 – 0                                                                   | Slovenia                                                                | Amichevole                                                              | -                                                                       | 84’                                                                     |
| Totale                                                                  |                                                                         | Presenze                                                                | 1                                                                       |                                                                         | Reti                                                                    | 0                                                                       |                                                                         |

## Palmarès

### Giocatore

#### Club
- Campionato sloveno: 1

Domžale: 2006-2007
- Coppa di Slovenia: 2

Interblock: 2007-2008, 2008-2009
- Supercoppa di Slovenia: 1

Interblock: 2008

### Allenatore
- Coppa di Slovenia: 1

Koper: 2021-2022